# کاترین هانتر (شاعر)
کاترین هانتر (متولد ۱۹۵۷ در وینیپگ، منیتوبا) شاعر، رمان‌نویس، سردبیر، استاد و منتقد کانادایی است.

## زندگی‌نامه
کاترین هانتر از دانشگاه وینیپگ و مدرک کارشناسی ارشد و دکترای دانشگاه ویکتوریا را دریافت کرد. او عضو هیئت علمی دانشگاه وینیپگ است که در آن دوره‌های نوشتن زبان انگلیسی و انگلیسی را آموزش می‌دهد.
اشعار اول خود منتشر شده در بازبینی ملاهة در سال ۱۹۷۸ ظاهر شده‌است. از آن زمان نوشته هانتر در پری ایری، مقالاتی در مورد نوشتن کانادا، ادبیات کانادایی و تعدادی دیگر از دوره‌های ادبی منتشر شده‌است.
هانتر کتاب «جایزه سالانه مانی نای رابینسون» را برای گرامیداشت حرارت (۱۹۹۷)، مجموعه ای از شعر دریافت کرد.
او همچنین کتابهای شعر را برای مطبوعات شرکت موز ویرایش کرده‌است.
جدیدترین اثر هنری هانتر از داستان، قهرمان رمان ملکه الماس است. منتشر شده توسط تیونینگ، ملکه الماس یک هیولای رمز و راز در مورد روانشناسان جعلی و مشتریان ثروتمند آنها است که در وینیپگ، منیتوبا قرار دارد. این برنامه در ماه نوامبر سال ۲۰۰۶ راه اندازی شد و در دسترس عموم قرار گرفت.

### شعر
- جنایات ضروری
- موج قمری
- حرارت نهان

### رمانها
- بعد از نور
- جایی که سایه‌ها می‌سوزند
- مرده نیمه شب
- اولین روزهای اولیه مرگ من
- ملکه الماس

### متون مقدس
- قبل از اولین کلمه: شعر لورنا کروزیر